# Równina Środkowoberezyńska

Równina Środkowoberezyńska

Równina Środkowoberezyjska – równina w środkowej części Białorusi o powierzchni 28 tysięcy km². Największy wpływ na ukształtowanie równiny miał lądolód plejstoceński. Znajduje się tam wiele torfowisk i łąk. Istnieją tam wielkie połacie lasów sosnowych oraz mieszanych, w południowej części występują lasy złożone z dębów oraz grabów. 
Przez równinę przepływa wiele rzek m.in. Berezyna, Druć, Świsłocz oraz Słucz.